# Vasile Năstase
Vasile Dorel Năstase (Podu Turcului, 1 de enero de 1962) es un deportista rumano que compitió en remo.
Participó en los Juegos Olímpicos de Barcelona 1992, obteniendo una medalla de plata en la prueba de ocho con timonel. Ganó tres medallas en el Campeonato Mundial de Remo entre los años 1989 y 1994.

## Palmarés internacional
| Juegos Olímpicos   | Juegos Olímpicos              | Juegos Olímpicos  | Juegos Olímpicos   |
| Año                | Lugar                         | Medalla           | Prueba             |
| ------------------ | ----------------------------- | ----------------- | ------------------ |
| 1992               | Barcelona (España)            | Medalla de plata  | Ocho con timonel   |
| Campeonato Mundial |                               |                   |                    |
| Año                | Lugar                         | Medalla           | Prueba             |
| 1989               | Bled (Yugoslavia)             | Medalla de oro    | Cuatro con timonel |
| 1993               | Račice (República Checa)      | Medalla de plata  | Ocho con timonel   |
| 1994               | Indianápolis (Estados Unidos) | Medalla de bronce | Ocho con timonel   |